# Kippenberg-Gymnasium
Das Kippenberg-Gymnasium ist ein im Bremer Stadtteil Schwachhausen gelegenes öffentliches Gymnasium, in dem durchgängig die Klassenstufen 5 bis 12 unterrichtet werden. Die Schule war bis 1971 ein Mädchengymnasium.

## Geschichte
Die Schule wurde 1859 von dem an einer staatlichen Freischule tätigen Bremer Lehrer August Kippenberg (1830–1889) zuerst als privates Lehrerinnenseminar gegründet, da es bis dahin keine ordentliche Ausbildung von Lehrerinnen gegeben hatte. Dieses Seminar konnte Kippenberg 1868 – zusammen mit seiner zweiten Ehefrau Johanne Kippenberg, geb. Koch (1842–1925) – zur Lehranstalt für erwachsene Töchter und Lehrerinnenseminar erweitern.
Am 14. April 1872 erhielt August Kippenberg die Konzession zur Errichtung einer Höheren Töchterschule, die in den nachfolgenden Jahren zur wohl größten privaten höheren Mädchenschule Deutschlands wurde. 1882 hatte sie bereits mehr als 750 Schülerinnen.
Als August Kippenberg 1889 starb, übernahm seine Witwe Johanne Kippenberg weitere fünfzehn Jahre lang die Leitung der Schule. Ab 1904 gab sie die Leitung an ihren Sohn Hermann August Kippenberg. Das Schulgebäude lag damals noch in der Straße Am Wall. Nach dem Ersten Weltkrieg sanken aufgrund der wirtschaftlichen Not die Schülerzahlen und 1922 verlor die Schule endgültig den Status einer Privatschule. Das gesamte höhere Mädchenschulwesen wurde verstaatlicht und die Schule ein Lyzeum.

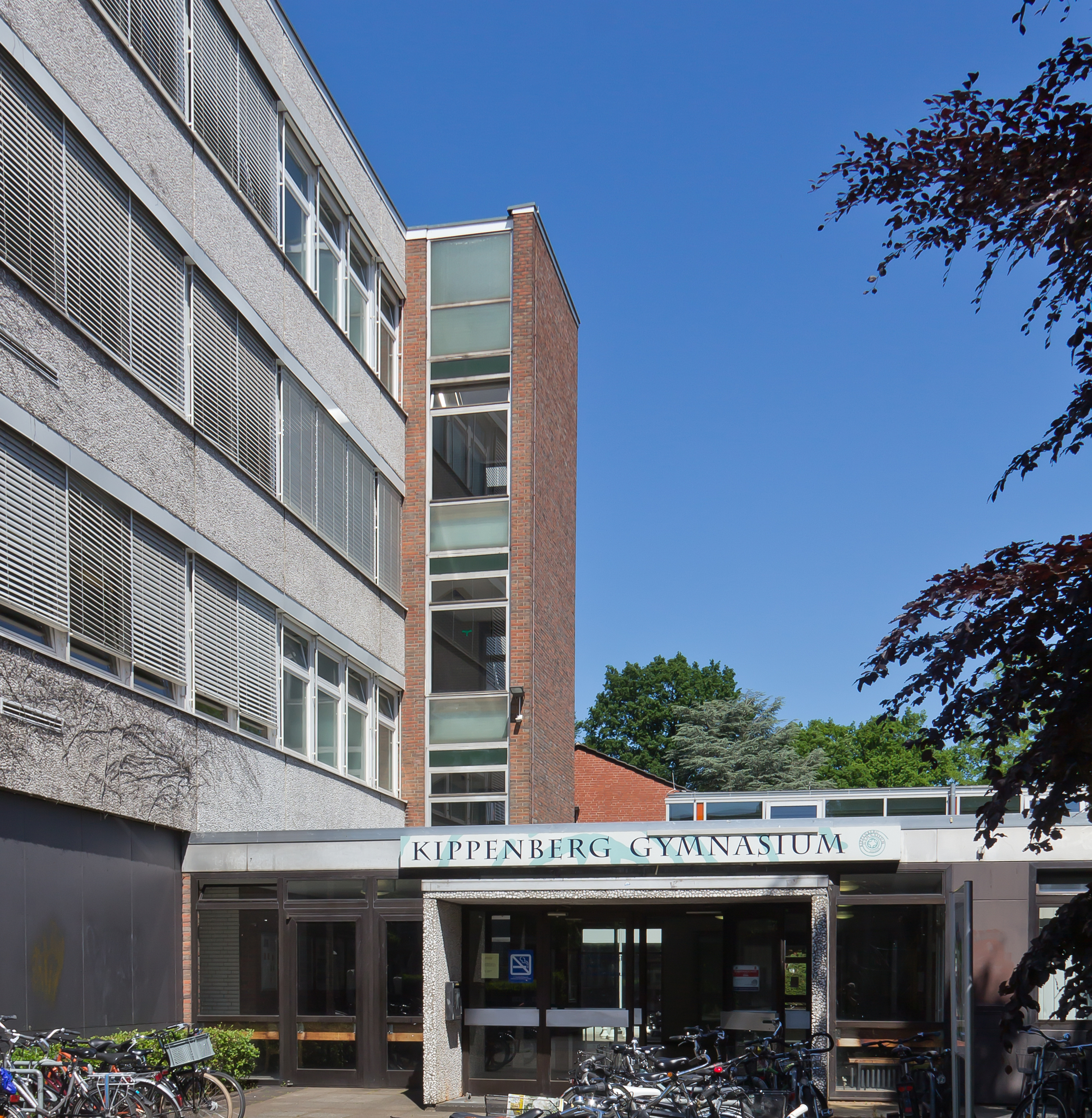
Eingangsbereich Neubau

Nach den Wirren des Zweiten Weltkrieges und der Nachkriegszeit fand das Kippenberg-Gymnasium schließlich auf dem heutigen Gelände eine neue Heimat, da die alte Schule durch Luftangriffe zerstört wurde. Die alte Villa Biermann (Haus Blumeneck), die schulintern als Vietor-Haus bezeichnet wird, und die Villa der Malerin Aline von Kapff (Nr. 62, Abriss 1968), die schon früher auf dem Gelände waren, wurden integriert. Mitte der 1950er Jahre zog die ganze Schule in die zum Teil neu errichteten Gebäude an der Schwachhauser Heerstraße um. Die Villa Biermann steht seit 1981 unter Denkmalschutz.
Bereits 1957 war das Kippenberg-Gymnasium dann ein neusprachliches und musisches Gymnasium geworden. 1971 wurde die Koedukation an der Schule eingeführt. Seitdem werden am Kippenberg-Gymnasium auch Jungen unterrichtet und durchlaufen ihre Schullaufbahn in gemischten Klassen. Inzwischen ist das Zahlenverhältnis zwischen den Geschlechtern ausgeglichen.

## Die möglichen Schwerpunkte
Ein musischer Zweig wurde 1994 eingeführt. Dabei können die Schüler wählen, ob sie einer regulären Klasse oder einer mit Musik- oder Kunstschwerpunkt zugeteilt werden möchten. Je nach Wahl der Klasse kann es zu reinen musischen oder regulär-musisch-gemischten Klassen kommen. In diesen Klassen findet mit Beginn der siebten Klasse ein verstärkter Kunst- bzw. Musikunterricht statt, der anfangs fünf- jetzt jedoch nur noch vierstündig erteilt wird. Außerdem wird das Fach als Hauptfach gewertet. Zusätzlich fand anfangs jeweils eine zusätzliche Kursfahrt dieser Klassen statt, während der Kunstausstellungen und architektonisch außergewöhnliche Bauwerke oder Konzerte besucht wurden. Jedes Jahr findet die Kunstausstellung "Was macht die Kunst?" statt, bei der die Arbeiten aller Jahrgangsstufen ausgestellt werden. In der Oberstufe besteht die Möglichkeit Kunst als zweiten Leistungskurs und Musik als zweiten oder dritten zu belegen.

## Bekannte Lehrkräfte
- Fritz Garvens, Heimatforscher
- Elisabeth Hannover-Drück, Frauenrechtlerin und Historikerin
- Elisabeth Lürssen, Politikerin
- Iris Runge, Mathematikerin und Physikerin

## Bekannte Schülerinnen
- Karen Buse, Juristin
- Sonja Eichwede, Richterin und Politikerin
- Julia Engelmann, Schauspielerin, Poetry-Slammerin, Dichterin und Sängerin
- Maren Niemeyer, Journalistin, Autorin und Dokumentarfilmregisseurin
- Petra Roth, Bürgermeisterin von Frankfurt am Main
- Brigitte Seebacher-Brandt, Historikerin, Journalistin und Publizistin
- Barbara Sukowa, Schauspielerin und Sängerin

## Architektur und Sanierung
Das Kippenberg-Gymnasium besteht aus acht verschiedenen Gebäuden, die für den normalen Unterricht genutzt werden. Darüber hinaus gibt es noch zwei Turnhallen. Architektonisch besonders interessant ist das sogenannte Vietor-Haus (siehe Foto), welches 1913 im klassischen Jugendstil gebaut wurde. Das unter Denkmalschutz stehende Gebäude wird überwiegend für den Unterricht der Oberstufe genutzt.